# متتالية

متتالية غير منتهية من الأعداد الحقيقية (باللون الأزرق). هذه المتتالية ليست تصاعدية ولا تنازلية, وليست لها نهاية (أي أنها ليست متقاربة، إذن، هي متباعدة)، وليست هي بمتتالية كوشي. ولكنها محدودة.

المتتالية (بالإنجليزية: Sequence) (ويطلق عليها المتتابعة والمتوالية والتناسب) هي مجموعة من الأغراض أو الأحداث أو الحروف المرتبة بنمط خطي (وله معنى حيث أن ظهور الحرف أو الحدث بعد الآخر له دلالة ولم يأت عبثاً قد يكون وفق تطبيق محدد) حيث يكون ترتيب أعضاء المتتالية محدداً تماماً ومميزاً. هذه الأعضاء تسمى عناصر المتتالية أو حدودها.
إذا وضعنا مقابل كل عدد طبيعي {\displaystyle n} عددا حقيقيا {\displaystyle x_{n}} فنحصل على: {\displaystyle x_{0},x_{1},x_{2},...,x_{n},...} وكل هذه الاعداد ندعوها بحدود المتتالية و {\displaystyle x_{n}} الحد العام.
والمهم في المتتالية أنها من أجل كل {\displaystyle n\in N} أن الحد {\displaystyle x_{n+1}} يلي الحد {\displaystyle x_{n}} والحد {\displaystyle x_{n}} يسبق الحد {\displaystyle x_{n+1}} بغض النظر عن قيمهما.

## نبذة تاريخية
- دُرِسَت المتتاليات العددية الأولى في اليونان القديمة[بحاجة لمصدر]، مثل متتالية الأعداد الأولية وأرخميدس قام بأعمال حول المتتاليات التي نهايتها تساوي p.
- في القرن الثالث عشر اكتشف الإيطالي ليوناردو فيبوناتشي المتتالية التراجعية البسيطة التي تحمل اسمه: {\displaystyle u_{n}=u_{n-1}+u_{n-2}}مع {\displaystyle u_{0}=1} و {\displaystyle u_{1}=1}والتي تترجم نمو تكاثر الحيوانات وتدخل المتتالية في توزيع وترتيب اوراق بعض النباتات بحيث يضمن هذا التوزيع وصول أكبر قدر من اشعة الشمس، وقد أثبت عام 1975 بأن عناصر هذه المتتالية تمثل جذورا لكثيرات حدود من الدرجة الخامسة. .
- المتتاليات الحسابية والهندسية ظهرت في أوروبا وفي الصين في القرون الوسطى.
- في عصر النهضة درست المتتاليات المعروفة لدينا الآن.[3]

## التعريف الرسمي والخصائص الأساسية

### تعريف
يُسمى متتاليةً عدديّةً كل تطبيق منطلقه مجموعة الأعداد الطبيعية {\displaystyle N} ومستقره حقل {\displaystyle K}.
نرمز عادة إلى المتتالية بالرمز {\displaystyle (U_{n})_{n\in N}}أو {\displaystyle \{u_{n}\}}عوضاََ عن:
{\displaystyle {\begin{matrix}u:N\rightarrow K\\n\mapsto u_{n}\end{matrix}}}
تعريف متتالية من خلال الاستدعاء الذاتي (التعريف التدرجي) :
كون كل حد في المتتالية متعلقاً بالحد أو الحدود التي قبله، كأن يكون كل حد هو مجموع الحدين اللذين قبله.
مثال: مهما يكن {\displaystyle \forall n\in N} نعرف المتتالية {\displaystyle \{x_{n}\}} كما يلي: {\displaystyle {\begin{matrix}x_{0}=1\\x_{n+1}=(n+1)x_{n}\end{matrix}}}
تعريف متتالية دالة :
مثال: {\displaystyle x_{n}={\frac {2^{n}}{2^{n}+1}}}

### متتالية عددية حقيقية لانهائية محدودة
يُقال عن المتتالية {\displaystyle \{x_{n}\}} محدودة إذا كانت محدودة في {\displaystyle R} أي: مهما كان {\displaystyle m,M\in R} يكون: {\displaystyle m\leq x_{n}\leq M}.
أو: {\displaystyle \left\vert x_{n}\right\vert <K} من أجل كل {\displaystyle n\in N} و {\displaystyle K} عدد حقيقي موجب.
أي أن مجموعة قيم أي متتالية عددية حقيقية لا نهائية تكون مجموعة اما منتهية وغير خالية أو غير منتهية وتكون إما محدودة أو غير محدودة.
ويُقال أنها محدودة من الأعلى إذا كانت مجموعة قيمها محدودة من الأعلى يُقال أنها محدودة من الأدنى إذا كانت مجموعة قيمها محدودة من الأدنى.
ويُقال أن متتالية ما محدودة عندما تكون مجموعة قيمها محدودة من الأعلى والأدنى في اَن واحد.

### المتتاليات الحسابية والمتتاليات الهندسية
قد تكون متتالية ما حسابيةً إذا كان الفرق بين قيمتي حدين متتابعين للمتتالية ثابثاً، وتكون هندسيةً إذا كانت النسبة بين قيمتي حدين متتابعين للمتتالية ثابثة. وقد تكون غير ذلك (أي أنها ليست حسابية وليست هندسية).

### المتتاليات المطردة (أو الرتيبة)
يُقال عن متتالية عددية أنها متتالية مطردة أو متتالية رتيبة إذا كانت إما متتالية تصاعدية أو تنازلية أو تصاعدية تماما أو تنازلية تماما.
متتالية تصاعدية ومتتالية تنازلية
يقال عن متتالية ما أنها تصاعدية إذا كان كل حد أكبر من الحد الذي يسبقه أو يساويه. ويقال عنها أنها تصاعدية تماماً أو تصاعدية قطعا إذا كان كل حد أكبر تماماً من الحد الذي يسبقه. ويقال عن متتالية ما أنها تنازلية إذا كان كل حد أصغر من الحد الذي يسبقه أو يساويه. ويقال عنها أنها تنازلية تماماً أو تنازلية قطعا إذا كان كل حد أصغر تماماً من الحد الذي يسبقه.
بالتعبير الرياضي، يُقال عن المتتالية العددية {\displaystyle \{x_{n}\}} أنها:
- تصاعدية إذا كان {\displaystyle x_{n}\leq x_{n+1}} من أجل كل {\displaystyle n\in N^{*}}
- تنازلية إذا كان {\displaystyle x_{n}\geq x_{n+1}} من اجل كل {\displaystyle n\in N^{*}}
- تصاعدية تماما إذا كان {\displaystyle x_{n}<x_{n+1}} من اجل كل {\displaystyle n\in N^{*}}
- تنازلية تماما إذا كان {\displaystyle x_{n}>x_{n+1}} من اجل كل {\displaystyle n\in N^{*}}[6]

### المتتاليات الجزيئة
المتتالية الجزئية لمتتالية ما، هي متتالية تتكون من عناصر المتتالية الأصلية، بعد حذف بعض العناصر منها، دون تغير الترتيب النسبي الذي جاءت فيه العناصر غير المحذوفة. على سبيل المثال، مجموعة الأعداد الزوجية 0، 2، 4، 6... هي متتالية جزئية من متتالية الأعداد الطبيعية، 0، 2، 4، 6، 8.... (في هذا المثال حذفت جميع الأعداد الفردية).
لتكن المتتالية العددية {\displaystyle x_{1};x_{2};...;x_{n};...} ولنختر من بين حدودها حدََا نرمز له بالرمز {\displaystyle x_{n_{1}}} ثم نحذف من هذه المتتالية الحدود {\displaystyle x_{1};x_{2};...,x_{n_{1}}}فتبقى لدينا الحدود {\displaystyle x_{n_{1}+1};x_{n_{1}+2};...}, ومن الحدود المتبقية نختار الحدََا نرمز له بـ {\displaystyle x_{n_{2}}}ونكرر نفس عملية الحذف وهكذا حتى نحصل على المتتالية الجديدة: {\displaystyle x_{n_{1}};x_{n_{2}};...;x_{n_{k}};...}, تدعى هذه المتتالية بالمتتالية الجزئية من المتتالية {\displaystyle x_{1};x_{2};...;x_{n};...}و يكون الحد العام للمتتالية الجزئية هو {\displaystyle x_{n_{k}}}و نلفت النظر ان رقم الحد {\displaystyle x_{n_{k}}}يتعين بواسطة {\displaystyle k}وليس {\displaystyle n}.
وننوه أن: {\displaystyle n_{k}\geq k}من أجل كل {\displaystyle k\in N^{*}}وهذا يعني انه من اجل كل {\displaystyle k\in N^{*}}يكون الحد {\displaystyle x_{n_{k}}}إما يساوي الحد {\displaystyle x_{k}}أو يساوي أحد الحدود التي تلي الحد {\displaystyle x_{k}}, ويمكن البرهان على هذا بالاستقراء: فمن أجل {\displaystyle k=1}تكون القضية {\displaystyle n_{1}\geq 1}صحيحة لان الحد {\displaystyle x_{n_{1}}}هو إما {\displaystyle x_{1}} أو أحد الحدود التي تلي {\displaystyle x_{1}}في المتتالية {\displaystyle x_{1};x_{2};...;x_{n};...}و لنفرض أن المتباينة {\displaystyle n_{m}\geq m}صحيحة من اجل {\displaystyle k=m} عندئذ نجد أن: {\displaystyle n_{m+1}\geq n_{m}+1\geq m+1} وبهذا قد أثبتنا المطلوب.

### أنواع أخرى من المتتاليات
تُدعى متتالية ما جدائية إذا كان{\textstyle f(x\times y)=f(x)\times f(y)} حينما يكون x و y أوليين فيما بينهما. متتالية موبيوس مثال على ذلك.
انظر إلى مجموعة مرتبة جزئيا وإلى دالة رتيبة.

## نهاية متتالية وتقاربها

### متتالية عددية حقيقية متقاربة
نقول عن العدد {\displaystyle a} انه نهاية المتتالية العددية {\displaystyle \{x_{n}\}}و نكتب: {\displaystyle \lim _{n\to \infty }x_{n}=a} عندما وفقط عندما يتحقق ما يلي:
{\displaystyle \forall \epsilon \in R_{+}^{*}\ \exists \ n_{\epsilon }\in N:n\geq n_{\epsilon }\Rightarrow |x_{n}-a|<\epsilon }
حيث العدد الطبيعي {\displaystyle n_{\epsilon }}يتغير في الحالة العام بتغير العدد {\displaystyle \epsilon }.
ونقول عن المتتالية العددية الحقيقية اللانهائية التي توجد لها نهاية بإنها متتالية متقاربة . وإذا كانت هذه النهاية تساوي {\displaystyle a} نقول عن هذه المتتالية انها متقاربة من {\displaystyle a}
ويمكن كتابة تعريف المتتالية المتقاربة في {\displaystyle R}بالشكل التالي:
نقول عن المتتالية {\displaystyle \{x_{n}\}}أنها متقاربة من العدد الحقيقي {\displaystyle a\in R} إذا وفقط إذا كان {\displaystyle \lim _{n\to \infty }x_{n}=a}.

### متتالية متباعدة
يُقال عن متتالية عددية {\displaystyle \{x_{n}\}} أنها متباعدة إذا لم تكن متقاربة. ويتوفر ذلك في إحدى الحالتين التاليتين:
- نهاية هذه المتتالية هو ما لا نهاية له. المتتالية الحيادية التي تربط كل عدد n بنفسه مثال على ذلك.
- المتتالية حيث متتاليتان جزئيتان تقتربان من نهايتين مختلفتين. المتتالية المتناوبة {\displaystyle \{x_{n}\}=(-1)^{n}} مثال على ذلك.

### متتالية كوشي
يُقال عن متتالية أنها لكوشي إذا كانت حدود هذه المتتالية تتقارب من بعضها البعض بشكل غير محدود من القرب كلما آل n إلى ما لا نهاية له. سُميت هذه المتتاليات هكذا نسبة إلى عالم الرياضيات الفرنسي أوغستين لوي كوشي.

## مبرهنات اساسية حول التقارب

### المبرهة الأولى: وحدانية نهاية متتالية
إذا كانت المتتالية العددية {\displaystyle \{x_{n}\}} متقاربة من العدد {\displaystyle a} ومن العدد {\displaystyle b} فإن {\displaystyle a=b}.
الاثبات: ليكن {\displaystyle \epsilon \in R_{+}^{*}}عندئذ {\displaystyle {\frac {\epsilon }{2}}\in R_{+}^{*}}ويوجد عددان طبعيان يختلفان عن الصفر {\displaystyle n_{1}}و {\displaystyle n_{2}} بحيث يكون:
{\displaystyle \forall n\in N^{*}\ :n\geq n_{1}\Rightarrow |x_{n}-a|<{\frac {\epsilon }{2}}}
{\displaystyle \forall n\in N^{*}\ :n\geq n_{2}\Rightarrow |x_{n}-b|<{\frac {\epsilon }{2}}}
ومنه يوجد عدد الطبيعي {\displaystyle n_{3}=\max(n_{1};n_{2})} بحيث يكون:
{\displaystyle \forall n\in N^{*}\ :n\geq n_{3}\Rightarrow |x_{n}-a|<{\frac {\epsilon }{2}}\ \land \ |x_{n}-b|<{\frac {\epsilon }{2}}}
{\displaystyle \Rightarrow |a-b|=|a-x_{n}+x_{n}-b|\leq |a-x_{n}|+|x_{n}-b|<{\frac {\epsilon }{2}}+{\frac {\epsilon }{2}}=\epsilon }
وبهذا قد برهن على القضية الصحيحة الاتية:
{\displaystyle \forall \epsilon \in R_{+}^{*}\exists n_{3}\in N^{*}\ :n\geq n_{3}\Rightarrow |a-b|<\epsilon }
ومنه يمكن استنتاج أن {\displaystyle a=b}كما يلي:
لو كان {\displaystyle a\neq b} لكان {\displaystyle |a-b|>0}وبالتالي لكان يوجد عدد {\displaystyle n_{3}\in N^{*}} بحيث يكون {\displaystyle |a-b|\leq |a-b|}عندما {\displaystyle n\geq n_{3}} وهذا غير ممكن اذن {\displaystyle a=b} وهو المطلوب.

### المبرهة الثانية: كل متتالية متقاربة محدودةٌ
كل متتالية عددية متقاربة تكون محدودة.
الاثبات: لتكن المتتالية {\displaystyle \{x_{n}\}} متقاربة ولنفرض انها متقاربة نحو {\displaystyle a} عندئذ يوجد من اجل كل العدد الحقيقي الموجب 1 عدد طبيعي يختلف عن الصفر {\displaystyle n_{1}} بحيث يكون:
{\displaystyle n>n_{1}\Rightarrow |x_{n}-a|<1}
ومنه يوجد العدد الحقيقي الموجب: {\displaystyle K=\max(1;|x_{1}-a|;...;|x_{n}-a|)+1}بحيث يكون من أجل كل {\displaystyle n\in N^{*}} :
{\displaystyle |x_{n}-a|<K}ومنه: {\displaystyle a-K<x_{n}<a+K} وهذا يعني ان مجموعة قيم المتتالية {\displaystyle \{x_{n}\}}محدودة وبالتالي فالمتتالية {\displaystyle \{x_{n}\}}محدودة.
ليس من الضروري ان كل متتالية عددية محدودة تكون متقاربة.

### المبرهنة الثالثة: إزاحة حدود متتالية
لتكن المتتالية العددية {\displaystyle \{x_{n}\}} ليكن {\displaystyle n_{\epsilon }\in N^{*}} و {\displaystyle a\in \mathbb {R} } لنفرض أنه من اجل كل {\displaystyle n\in N^{*}} يكون {\displaystyle y_{n}=x_{n_{0}+n-1}} ولنأخذ المتتالية العددية {\displaystyle \{y_{n}\}} عنذئذ:
1. المتتالية {\displaystyle \{x_{n}\}}متقاربة من {\displaystyle a} {\displaystyle \Leftrightarrow }المتتالية {\displaystyle \{y_{n}\}}متقاربة من {\displaystyle a}.
2. المتتالية {\displaystyle \{x_{n}\}}متباعدة {\displaystyle \Leftrightarrow } لمتتالية {\displaystyle \{y_{n}\}}متباعدة.

الاثبات 
1) لتكن {\displaystyle \{x_{n}\}}متتالية متقاربة من {\displaystyle a}وليكن {\displaystyle \epsilon \in R^{+}}عندئذ يوجد {\displaystyle N_{1}\in N^{*}}بحيث أن:
{\displaystyle n\geqslant N_{1}\Rightarrow \mid x_{n}-a\mid <\epsilon }
ثم نفرض أن {\displaystyle N_{2}=\max(N_{1},N_{0})}عندئذ يكون:
{\displaystyle n\geqslant N_{2}\Rightarrow \mid x_{n}-a\mid <\epsilon }
وحسب تعريف {\displaystyle y_{n}}يمكن القول أنه يوجد عدد طبيعي {\displaystyle N'} بحيث يكون:
{\displaystyle n\geqslant N'\Rightarrow \mid y_{n}-a\mid <\epsilon }
اذن {\displaystyle \lim _{n\to \infty }y_{n}=a} وهذا يعني أن {\displaystyle \{y_{n}\}}متقاربة من {\displaystyle a}.
وبالعكس نفرض أن {\displaystyle \{y_{n}\}}متتالية متقاربة من {\displaystyle a} وليكن {\displaystyle \epsilon '\in R^{+}}عندئذ يوجد {\displaystyle N_{3}\in N^{*}}بحيث يكون:
{\displaystyle n\geqslant N_{3}\Rightarrow \mid y_{n}-a\mid <\epsilon '}
وحسب تعريف {\displaystyle y_{n}}يمكن ايجاد عدد طبيعي {\displaystyle N''}بحيث يكون:
{\displaystyle n\geqslant N''\Rightarrow \mid x_{n}-a\mid <\epsilon '}
اذن {\displaystyle \lim _{n\to \infty }x_{n}=a}وهذا يعني أن {\displaystyle \{x_{n}\}}متقاربة من {\displaystyle a}.
2) لتكن {\displaystyle \{x_{n}\}} متباعدة ولنفرض أن {\displaystyle \{y_{n}\}} متقاربة وعندئذ وحسب (1) تكون {\displaystyle \{x_{n}\}} وهذا مستحيل ومنه {\displaystyle \{y_{n}\}} متباعدة.
وبالعكس لتكن {\displaystyle \{y_{n}\}} متباعدة ولنفرض أن {\displaystyle \{x_{n}\}} أنها متقاربة وحسب (1) تكون {\displaystyle \{y_{n}\}} وهذا مستحيل اذن {\displaystyle \{x_{n}\}} متباعدة.

### المبرهنة الرابعة: تقارب المتتاليات الجزئية
تكون المتتالية العددية {\displaystyle \{x_{n}\}}متقاربة من {\displaystyle a} إذا وفقط إذا كانت كل متتالية جزئية منها متقاربة من {\displaystyle a}.
الاثبات: اولا نفرض أن كل متتالية جزئية من المتتالية {\displaystyle \{x_{n}\}}متقاربة من {\displaystyle a}عندئذ تكون المتتالية {\displaystyle \{x_{n}\}}متقاربة من {\displaystyle a}لانها متتالية جزئية من نفسها.
ثانيا لنفرض أن المتتالية {\displaystyle \{x_{n}\}}متقاربة من {\displaystyle a} ولنأخذ منها متتالية جزئية اختيارية ولتكن {\displaystyle \{x_{n_{k}}\}}ثم نأخذ {\displaystyle \epsilon \in R_{+}^{*}}عندئذ يوجد {\displaystyle n_{1}\in N^{*}}بحيث يكون: {\displaystyle n\geq n_{1}\Rightarrow |x_{n}-a|<\epsilon } لما كان {\displaystyle n_{k}\geq k} من أجل كل {\displaystyle k\in N^{*}} فإن الحد {\displaystyle x_{n_{k}}}إما أن يساوي {\displaystyle x_{k}}أو يكون يكون واقعا على يمين الحد {\displaystyle x_{k}}في المتتالية {\displaystyle x_{1};x_{2};...;x_{n};...} ومنه يكون: {\displaystyle k\geq n_{1}\Rightarrow |x_{n_{k}}-a|<\epsilon }إذن المتتالية الجزئية {\displaystyle \{x_{n_{k}}\}}متقاربة من {\displaystyle a}. وبهذا قد أثبتنا المطلوب.

## المتسلسلات
مجموع حدود متتالية هو متسلسلة. وبتعبير أدق، إذا كانت (x3, x2, x1, ...) متتالية، فإنه قد يُنظر إلى متتالية المجاميع الجزئية (S3, S2, S1, ...) حيث:
{\displaystyle S_{n}=x_{1}+x_{2}+\cdots +x_{n}=\sum \limits _{i=1}^{n}x_{i}.}
{\displaystyle \sum \limits _{i=1}^{\infty }x_{i}.}

## المتتاليات في مجالات أخرى من الرياضيات

### الطوبولوجيا
مفهوم الكثافة: كثافة مجموعة جزئية من فضاء طبولوجي في نفس الفضاء أو فضاء آخر. فأنت إذا أردت مثلا إثبات مساواة أو متباينة في مجموعة الأعداد الحقيقية يكفيك في أغلب الأحيان أن تثبتها في مجموعة الأعداد الناطقة، وهذا بفضل كثافة هذه المجموعة الأخيرة في مجموعة العداد الحقيقية. انظر إلى فضاء متري.

### التحليل الرياضي
- دراسة المعادلات التفاضلية: نحصل على حلول هذه المعادلات في الكثير من الأحيان نهايات متتاليات تقربنا شيئا فشيئا من الحل الدقيق.
- الحساب (أو التحليل) العددي: التقريبات وتقديرات الأخطاء تتم عموما عبر المتتاليات.
- تعريف مفاهيم رياضية أخرى: الانتقال مثلا من تعريف مفهوم المكاملة للدالة معرفة على مجال حقيقي وتأخذ قيمها في فضاء مجرد.
- فضاء باناخي (Banach (1945-1892 مثل {\displaystyle R^{n}}- يمر عبر المتتاليات.
- ومن التطبيقات التي نجدها في المتتاليات أنها تمكن من تعريف العديد من الدوال المألوفة مثل:
  - الدالة الأسية.
  - الدالة المثلثية جب.
  - الدالة المثلثية تجب.
  - الدالة اللوغاريتمية (بوصفها الدالة العكسية للدالة الأسية).
  - الدالة المثلثية ظل (بوصفها نسبة للدالتين المثلثيتين جب وتجب).

### في علم الحاسوب
في علم الحاسوب، متتالية منتهية من الحروف تسمى سلسلة.